# Louis Cortambert
Pour les articles homonymes, voir Cortambert.
Louis Cortambert, né en 1809 à Dompierre-les-Ormes et mort à Bloomfield (New Jersey) le 28 mars 1881, est un géographe et journaliste français, frère d'Eugène Cortambert et oncle de Richard Cortambert.

## Biographie
Il voyage en Italie, en Orient et aux États-Unis et publie dès 1836 des articles dans le National où il ne cache pas ses sympathies saint-simoniennes.
Républicain, il est exilé aux États-Unis après le coup d'État du 2 décembre 1851 et s'installe à Saint Louis (Missouri) où il fonde en janvier 1854 une société d'actionnaires dans le but de faire paraître La Revue de l'ouest dont il devient le rédacteur en chef. Il assiste alors au dîner rassemblant tous les Français de la ville durant lequel l'Amérique fut déclarée « dernier refuge du Droit et de la Liberté ».
Cortambert soutient les Icariens de Nauvoo tout en ne partageant pas entièrement les vues au sujet de la religion et rend visite à la communauté de Cheltenham, St. Louis (en) et vient se recueillir devant le cercueil d'Étienne Cabet.
Avec Joseph Déjacque, il rassemble des finances pour publier L'Humanisphère (1858). Vers 1863, il s'installe à New York où il travaille durant dix-huit ans comme rédacteur en chef du Messager franco-américain. Il meurt à Blomfield le 28 mars 1880.

## Œuvres
- Dieu, Didot le jeune, 1832
- Voyage au pays des Osages ; Un tour en Sicile, Arthus-Bertrand, 1837
- Les trois époques du catholicisme, Hachette, 1849
- Essai de catéchisme rationaliste, Saint Louis, 1855
- États-Unis d'Amérique. Histoire de la guerre civile américaine, 1860-1865, avec F. de Tranaltos, Amyot, 1867
- La religion du progrès, H. de Mareuil, 1874
- Précis de l'histoire universelle selon la science moderne, Dreyfous, 1879